# Thomas McCarthy
Thomas Joseph (Tom) McCarthy (New Providence (New Jersey), 7 juni 1966) is een Amerikaans acteur, filmregisseur, filmproducent en scenarioschrijver.

## Biografie
McCarthy werd geboren in New Providence (New Jersey), waar hij de high school doorliep aan de New Providence High School. Hierna ging hij studeren aan de Boston College in Boston en haalde in 1988 zijn diploma.

## Prijzen
- Prijzen op alfabetische volgorde:
- 2010 Academy Award - in de categorie Beste Screenplay voor de film Up - genomineerd.
- 2010 Annie Award - in de categorie Beste Screenplay voor de film Up - genomineerd.
- 2004 BAFTA Award - in de categorie Beste Screenplay voor de film The Station Agent - gewonnen.
- 2008 Brisbane International Film Festival - in de categorie Interfaith Award met de film The Visitor - gewonnen.
- 2012 Broadcast Film Critics Association Awards[1] - in de categorie Beste Screenplay met de film Win Win - genomineerd.
- 2011 Chlotrudis Awards[2] - in de categorie Beste Optreden door een Cast met de film Jack Goes Boating - genomineerd.
- 2009 Chlotrudis Awards[3] - in de categorie Beste Screenplay met de film The Visitor - genomineerd.
- 2004 Chlotrudis Awards[4] - in de categorie Beste Screenplay met de film The Station Agent - genomineerd.
- 2009 David di Donatello Award - in de categorie Beste Film met de film The Visitor - genomineerd.
- 2008 Deauville Film Award[5] - in de categorie Speciale Prijs met de film The Visitor - gewonnen.
- 2008 Gotham Award[6] - in de categorie Beste Film met de film The Visitor - genomineerd.
- 2003 Gotham Award - in de categorie Open Palm Award met de film The Station Agent - genomineerd.
- 2010 Hugo Award - in de categorie Beste Dramatische Presentatie met de film Up - genomineerd.
- 2011 Humanitas Prize - in de categorie Humanitas Prize met de film Win Win - gewonnen.
- 2012 Independent Spirit Award - in de categorie Beste Screenplay m et de film Win Win - genomineerd.
- 2009 Independent Spirit Award - in de categorie Beste Regisseur met de film The Visitor - gewonnen.
- 2004 Independent Spirit Award - in de categorie Beste Sreenplay met de film The Station Agent - gewonnen.
- 2004 Independent Spirit Award - in de categorie Filmproducent met de film The Station Agent - gewonnen.
- 2004 Las Vegas Film Criticus Society Award[7] - in de categorie Beste Screenplay met de film The Station Agent - gewonnen.
- 2003 Marrakech International Film Festival[8] - in de categorie Speciale Jury Award met de film The Station Agent - gewonnen.
- 2003 Marrakech International Film Festival - in de categorie Golden Star met de film The Station Agent - gewonnen.
- 2008 Method Fest - in de categorie Beste Filmregisseur met de films The Visitor - gewonnen.
- 2004 Mexico City International Contemporary Film Festival - in de categorie Publieksprijs met de film The Station Agent - gewonnen.
- 2008 Internationaal filmfestival van Moskou[9] - in de categorie Gouden St. George met de film The Visitor - genomineerd.
- 2012 Online Film Critics Society Award[10] - in de categorie Beste Screenplay met de film Win Win - genomineerd.
- 2004 Online Film Critics Society Award - in de categorie Beste Screenplay met de film The Station Agent - genomineerd.
- 2003 Ourense Independent Film Festival - inde categorie Grote Prijs met de film The Station Agent - gewonnen.
- 2004 Phoenix Film Critics Society Award - in de categorie Uitstekend Optreden achter de Camara met de film The Station Agent - genomineerd.
- 2011 San Diego Film Critics Society Award - in de categorie Beste Screenplay met de film Win Win - genomineerd.
- 2008 San Diego Film Critics Society Award - in de categorie Beste Screenplay met de film The Visitor - genomineerd.
- 2003 San Sebastián International Film Festival - in de categorie SIGNIS Award met de film The Station Agent - gewonnen.
- 2003 San Sebastián International Film Festival - in de categorie Speciale Jury Prijs met de film The Station Agent - gewonnen.
- 2008 Satellite Award - in de categorie Beste Screenplay met de film The Visitor - gewonnen.
- 2008 Satellite Award - in de categorie Beste Filmregisseur met de film The Visitor - genomineerd.
- 2004 Satellite Award - in de categorie Beste Screenplay met de film The Station Agent - genomineerd.
- 2006 Screen Actors Guild Award - in de categorie Beste Optreden door een Cast met de film Good Night, and Good Luck - genomineerd.
- 2003 Stockholm Film Festival[11] - in de categorie Publieks Prijs met de film The Station Agent - gewonnen.
- 2003 Sundance Film Festival - in de categorie Publieks Prijs met de film The Station Agent - gewonnen.
- 2003 Sundance Film Festival - in de categorie Beste Screenplay met de film The Station Agent - gewonnen.
- 2003 Sundance Film Festival - in de categorie Jury Prijs met de film The Station Agent - genomineerd.
- 2011 Washington DC Area Film Critics Association Award - in de categorie Beste Screenplay met de film Win Win - genomineerd.
- 2012 Writers Guild of America Award - in de categorie Beste Screenplay met de film Win Win - genomineerd.
- 2009 Writers Guild of America Award - in de categorie Beste Screenplay met de film The Visitor - genomineerd.
- 2004 Writers Guild of America Award - in de categorie Beste Screenplay met de film The Station Agent - genomineerd.

## Filmografie

### Films
Uitgezonderd korte films.
- 2015 Pixels – als Michael de robot
- 2010 Little Fockers – als dr. Bob
- 2010 Fair Game – als Jeff
- 2010 Jack Goes Boating – als dr. Bob Thomas
- 2009 The Lovely Bones – als schoolhoofd Caden
- 2009 2012 – als Gordon Silberman
- 2009 Duplicity – als Jeff Bauer
- 2009 Mammoth – als Robert Sanders
- 2008 Baby Mama – als afspraakje van Kate
- 2007 Michael Clayton – als Walter
- 2007 Year of the Dog – als Pier
- 2006 Beautiful Ohio – als William als 30-jarige
- 2006 Flags of Our Fathers – als James Bradley
- 2006 The Situation – als burgemeester Hanks
- 2006 All the King's Men – als editor
- 2005 Syriana – als Fred Franks
- 2005 Good Night, and Good Luck – als Palmer Williams
- 2005 The Great New Wonderful – als Davie Burbage
- 2004 The Last Shot – als agent Pike
- 2002 The Guru – als Lars
- 2000 Certain Guys – als Mitch
- 2000 Meet the Parents – als dr. Bob Banks
- 1999 30 Days – als Brad Drazin
- 1998 Saint Maybe – als Ian Bedloe
- 1998 In My Sister's Shadow – als Michael Butler
- 1997 Conspiracy Theory – als helikopterspotter
- 1996 Mary & Tim – als Tim Melville
- 1993 Rift – als barkeeper
- 1992 Crossing the Bridge – als Chris

### Televisieseries
Uitgezonderd eenmalige gastrollen.
- 2008 The Wire – als Scott Templeton – 10 afl.
- 2000 – 2001 Boston Public – als Kevin Riley – 14 afl.

### Filmregisseur
- 2022 Alaska Daily - televisieserie - 2 afl.
- 2021 Stillwater - film
- 2020 Timmy Failure: Mistakes Were Made - film
- 2017 13 Reasons Why - televisieserie - 2 afl.
- 2015 Spotlight - film
- 2014 The Cobbler - film
- 2011 Win Win - film
- 2007 The Visitor – film
- 2003 The Station Agent – film

### Filmproducent
- 2022 - 2023 Alaska Daily - televisieserie - 11 afl.
- 2022 Obi-Wan Kenobi - televisieserie - 6 afl.
- 2021 Stillwater - film
- 2017 - 2020 13 Reasons Why - televisieserie - 49 afl.
- 2020 Timmy Failure: Mistakes Were Made - film
- 2019 The Loudest Voice - miniserie
- 2014 The Cobbler - film
- 2011 Game of Thrones – televisieserie – 1 afl.
- 2011 Win Win – film

### Scenarioschrijver
- 2022 - 2023 Alaska Daily - televisieserie - 11 afl.
- 2021 Stillwater - film
- 2020 Timmy Failure: Mistakes Were Made - film
- 2019 The Loudest Voice - miniserie - 7 afl.
- 2018 Christopher Robin - film
- 2015 Spotlight – film
- 2014 The Cobbler – film
- 2013 Million Dollar Arm – film
- 2011 Win Win – film
- 2009 Up – animatiefilm
- 2007 The Visitor – film
- 2003 The Station Agent – film

- Bibliothèque nationale de France: cb16100404n (data)
- Catàleg d'autoritats de noms i títols de Catalunya: 981058509252706706
- Gemeinsame Normdatei: 14053329X
- International Standard Name Identifier: 0000 0001 1495 5711
- Library of Congress Control Number: no2008124576
- MusicBrainz: ca9ab0e0-d4cf-4625-9a45-092fead644f6
- Nationale Bibliotheek van Tsjechië: mzk2012710602
- Nationale Bibliotheek van Israël: 987007327808305171
- Nederlandse Thesaurus van Auteursnamen: 395464722
- Système universitaire de documentation: 082055459
- Virtual International Authority File: 95344715
- WorldCat: E39PBJyhgfJBbbX3hWPr33YF8C

1. ↑  (en) Broadcast Film Critics Association Awards 2011 op de Engelstalige Wikipedia
2. ↑  (en) Chlotrudis Awards 2011 op de Engelstalige Wikipedia
3. ↑  (en) Chlotrudis Awards 2009 op de Engelstalige Wikipedia
4. ↑  (en) Chlotrudis Awards 2004 op de Engelstalige Wikipedia
5. ↑  (en) Deauville Film Festival op de Engelstalige Wikipedia
6. ↑  (en) Gotham Independent Film Awards 2008 op de Engelstalige Wikipedia
7. ↑  (en) Las Vegas Film Critics Society Awards 2003 op de Engelstalige Wikipedia
8. ↑  (en) Marrakech International Film Festival op de Engelstalige Wikipedia
9. ↑  (en) 2008 op de website moscowfilmfestival.ru
10. ↑  (en) Online Film Critics Society Awards 2011 op de Engelstalige Wikipedia
11. ↑  (en) Stockholm Film Festival op de Engelstalige Wikipedia